# Pra God
Pra God, também grafado Pragod e PraGod é um neologismo existente no meio evangélico para designar canções gospel em ritmo de pagode. Diversos cantores evangélicos têm aderido a esse ritmo, que outrora era ausente em igrejas evangélicas. Existem até mesmo bandas de pagode gospel, algumas que estão tornando-se famosas, como Pastor Ademar (Ministério Inovação), PraGod Rio, Expressão do Louvor, Valentes de Davi, dentre outras.

## Origem do termo
A palavra Pra God é um hibridismo derivado da junção da preposição da língua portuguesa 'pra' (para) com o vocábulo da língua inglesa 'God' (Deus), significando, então, Pra Deus, para diferenciar o pagode secular do pagode gospel. Haja vista que, juntas, as palavras 'pra' e 'god' produzem um som semelhante ao da pronúncia da palavra pagode.